# ثقافة قادان
كانت ثقافة قادان (13000-9000 قبل الميلاد) عبارة عن ثقافة قديمة تشير الدلائل الأثرية إلى نشأتها في مصر العليا (حاليًا جنوبًا مصر) منذ ما يقرب من 15000 عام. يُقدر أن طريقة الحياة هذه استمرت لما يقرب من 4000 عام، وتميزت بالصيد، بالإضافة إلى منهج فريد لجمع الغذاء يتضمن تحضير واستهلاك الأعشاب البرية والحبوب. بذل أهالي قادان جهودًا منهجية لسقي الحياة النباتية المحلية والعناية بها وحصادها، لكن الحبوب لم تُزرع في صفوف مرتبة.
تمتد المواقع من هذه الفترة من الشلال الثاني لنهر النيل إلى توشكي، التي تقع على بعد حوالي 250 كيلومترًا من النهر من أسوان.
من الناحية الأثرية، يُنظر إلى ثقافة قادان عمومًا على أنها مجموعة من مجتمعات العصر الحجري المتوسط التي تعيش في النوبة في وادي النيل الأعلى قبل 9000 قبل الميلاد. في وقت ارتفاع منسوب المياه نسبيًا في نهر النيل، تتميز بصناعة الأدوات الحجرية المتنوعة التي تمثل درجات متزايدة من التخصص والتجمعات الإقليمية المتباينة محليًا. تم العثور على أعداد كبيرة من أحجار طحن وشفرات لامعة من السيليكا عليها، التي يمكن أن تكون نتيجة قطع أعشاب السيقان على أسطحها.[بحاجة لمصدر] هناك بعض الأدلة على الصراع بين المجموعات، مما يشير إلى فترات الغزو أو الحرب القبلية الشديدة. في الواقع، حوالي 40 بالمائة من الأفراد المدفونين في المقبرة 117 بالقرب من حدود السودان على نهر النيل تظهر عليهم علامات إصابات قاتلة سببها مقذوفات، من أسلحة مثل الرمح، أو السهام. تشير البقايا التي تم العثور عليها في المقابر إلى أن طقوس الدفن تم ممارستها.
اعتمد اقتصاد قادان على صيد الأسماك والصيد، وكما ذكرنا، على الاستخدام المكثف للحبوب البرية.